# Adolf Dymsza

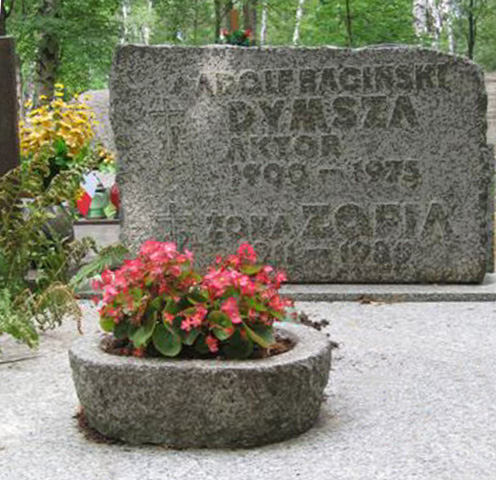
Tombe d'Adolf Dymsza

Adolf Dymsza, né Adolf Bagiński le 7 avril 1900 à Varsovie, mort le 20 août 1975 à Góra Kalwaria, était un artiste de cabaret et acteur polonais. Il fut également ingénieur du son.
En 1918, il débute comme comédien dans différents théâtres de Grodno et Minsk. Dans les années 1920, il joue la comédie à Varsovie au théâtre Qui Pro Quo jusqu'au début des années 1930.
En 1929, il épouse la ballerine Sophia Olechnowicz. Ils ont quatre filles, dont l'une, Anita Dymszówna, deviendra actrice de cinéma.
Il tourne dans plus d'une trentaine de films, surtout dans les années 1930, souvent sous le pseudonyme de "Dodek".
Après la Seconde Guerre mondiale, il joue au théâtre de Lodz.
Puis, de  1951 à 1973, il est comédien au théâtre Syrena de Varsovie.
Il est enterré au cimetière militaire de Varsovie.

## Filmographie partielle
- 1930 : Bas-fonds - amoureux de la servante
- 1933 : Chacun a le droit d'aimer - hipek
- 1936 : Bolek i Lolek - Bolek Cybuch / Lolek Charkiewicz
- 1938 : Robert i Bertrand - Robert
- 1938 : Paweł i Gaweł - Gaweł Pawlicki
- 1948 : Une chaumière et un cœur - Alfred Ziółko
- 1970 : Pan Dodek - Dodek